# Dipartimento di Minignan
Il dipartimento di Minignan è un dipartimento della Costa d'Avorio. È situato nella regione di Folon, distretto di Denguélé.
Nel censimento del 2014 è stata rilevata una popolazione di 38.199 abitanti. 
Il dipartimento è suddiviso nelle sottoprefetture di Kimbirila-Nord, Minignan, Sokoro e Tienko.